# كوني هوكينز
كوني هوكينز (بالإنجليزية: Connie Hawkins) (مواليد 17 يوليو 1942 في بروكلين - 6 أكتوبر 2017)، هو لاعب كرة سلة أمريكي سابق بدأ مسيرته الاحترافية في سنة 1961. يبلغ طوله 6 قدم 8 بوصة (2.0 م). اعتزل اللعب في 1976.

## فرق لعب لها
- هارلم غلوبتروترز
- فينيكس صنز
- لوس أنجلوس ليكرز
- أتلانتا هوكس

## روابط خارجية
- كوني هوكينز على موقع إن بي أي (الإنجليزية)
- كوني هوكينز على موقع سبورتس رفرنس (الإنجليزية)
- كوني هوكينز على موقع ريلجم (الإنجليزية)
- كوني هوكينز على موقع بروبوليرز (الإنجليزية)